# Sofija Matsijevska
Sofija Bohdanivna Matsijevska (ukrainska: Софія Богданівна Мацієвська), född 3 september 2004, är en ukrainsk konstsimmare.

## Karriär
I juni 2022 vid VM i Budapest var Matsijevska en del av Ukrainas lag som tog guld i fri kombination och highlight samt silver i det fria programmet. I augusti 2022 vid EM i Rom var hon en del av det ukrainska laget som tog guld i fri kombination och i highlight.